# Thor: The Dark World (banda sonora)
Thor: The Dark World (Original Motion Picture Soundtrack) es la banda sonora de la película de Marvel Studios Thor: The Dark World compuesta por Brian Tyler, que fue lanzada digitalmente por Hollywood Records en Europa el 28 de octubre de 2013. El lanzamiento digital en los Estados Unidos fue el 5 de noviembre, seguido por el lanzamiento en CD el 12 de noviembre de 2013. Es la primera banda sonora del Universo cinematográfico de Marvel en contener la "Marvel Studios Fanfare". La Orquesta Philharmonia de Londres y la Orquesta Filarmónica de Londres interpretaron toda la música, y Tori Letzler prestó su voz.

## Antecedentes
En marzo de 2013, se anunció que Carter Burwell había sido contratado para componer la banda sonora de Thor: The Dark World como sucesor de Patrick Doyle, que musicalizó la primera película. El mayo siguiente, Burwell se retiró de la película debido a diferencias creativas. "No se sentía como la combinación correcta, y tuvimos que decidirlo desde el principio," explicó Kevin Feige, presidente de producción de Marvel Studios. "Si la posproducción hubiera sido hace un año y medio, podríamos haber tenido tiempo para una prueba y error, podría haber funcionado." El 18 de junio de 2013, Brian Tyler se hizo cargo de la composición; Tyler previamente musicalizó Iron Man 3. "La sensación de Thor es muy diferente a la de Iron Man. Sin embargo, viven en el mismo universo," dijo Tyler. "Para mí, es como si Indiana Jones apareciera en el Enterprise; o algo."

## Lista de canciones
Toda la música compuesta por Brian Tyler.
| N.º     | Título                                                                     | Duración |  |
| 1.      | «Thor: The Dark World»                                                     | 2:10     |  |
| 2.      | «Lokasenna»                                                                | 2:31     |  |
| 3.      | «Asgard»                                                                   | 1:55     |  |
| 4.      | «Battle of Vanaheim»                                                       | 1:39     |  |
| 5.      | «Origins»                                                                  | 3:49     |  |
| 6.      | «The Trial of Loki»                                                        | 2:38     |  |
| 7.      | «Into Eternity»                                                            | 3:40     |  |
| 8.      | «Escaping the Realm»                                                       | 3:53     |  |
| 9.      | «A Universe from Nothing»                                                  | 2:20     |  |
| 10.     | «Untouchable»                                                              | 4:08     |  |
| 11.     | «Thor, Son of Odin»                                                        | 1:51     |  |
| 12.     | «Shadows of Loki»                                                          | 2:25     |  |
| 13.     | «Sword and Council»                                                        | 3:46     |  |
| 14.     | «Invasion of Asgard»                                                       | 2:59     |  |
| 15.     | «Betrayal»                                                                 | 4:02     |  |
| 16.     | «Journey to Asgard»                                                        | 2:17     |  |
| 17.     | «Uprising»                                                                 | 2:35     |  |
| 18.     | «Vortex»                                                                   | 2:20     |  |
| 19.     | «An Unlikely Alliance» (incluye "Captain America March" de Alan Silvestri) | 3:47     |  |
| 20.     | «Convergence»                                                              | 3:42     |  |
| 21.     | «Beginning of the End»                                                     | 5:20     |  |
| 22.     | «Deliverance»                                                              | 2:21     |  |
| 23.     | «Battle Between Worlds»                                                    | 3:29     |  |
| 24.     | «As the Hammer Falls»                                                      | 2:40     |  |
| 25.     | «Legacy»                                                                   | 4:08     |  |
| 26.     | «Marvel Studios Fanfare»                                                   | 0:29     |  |
| 1:17:11 |                                                                            |          |  |